# کاسیا اسموتنیاک
کاسیا اسموتنیاک (لهستانی: Kasia Smutniak؛ ‏ ۱۳ اوت ۱۹۷۹) بازیگر و مدل لهستانی - ایتالیایی است. وی از سال ۱۹۹۶ میلادی تاکنون مشغول فعالیت بوده‌است.
از فیلم‌ها یا برنامه‌های تلویزیونی که وی در آن نقش داشته‌است، می‌توان به بارباروسا، از پاریس با عشق، غریبه‌های تمام‌عیار، تحت درمان، کارنرا: کوه متحرک و بوکاچیوی شگفت‌انگیز اشاره کرد. اسموتنیاک در سال ۲۰۱۴ برنده جایزه انجمن ملی فیلم ایتالیا بهترین بازیگر زن شده‌است.